# North Channel (Lake Huron)
Het North Channel is de watermassa aan de noordelijke oever van Lake Huron, een van de Grote Meren in Noord-Amerika. 
De North Channel grenst aan Zuidwest-Ontario (Canada). North Channel maakt deel uit van de St. Lawrence-Zeeroute gezien de verbinding met het Lake Superior langs de St. Marys River uitmondt in de westelijke tip van de North Channel. In het oosten mondt de North Channel uit in Georgian Bay, de grootste baai van Lake Huron. Naast de Georgian Bay, kan het hoofdvolume van Lake Huron vanuit de North Channel ook bereikt worden langs het False Detour Channel en de Mississagi Strait. 
Bovenmeer ·
Eriemeer ·
Huronmeer ·
Michiganmeer ·
Ontariomeer